# Babayourt
Babayourt (en russe : Бабаюрт) est un village de la république du Daghestan, dans la fédération de Russie, et le centre administratif du raïon de Babayourt. Sa population s'élevait à 15 227 habitants en 2010.

## Géographie
Babayourt se trouve dans la plaine koumyke sur la route Astrakhan-Makhatchkala, à 90 km au nord-ouest de Makhatchkala, capitale du Daghestan.

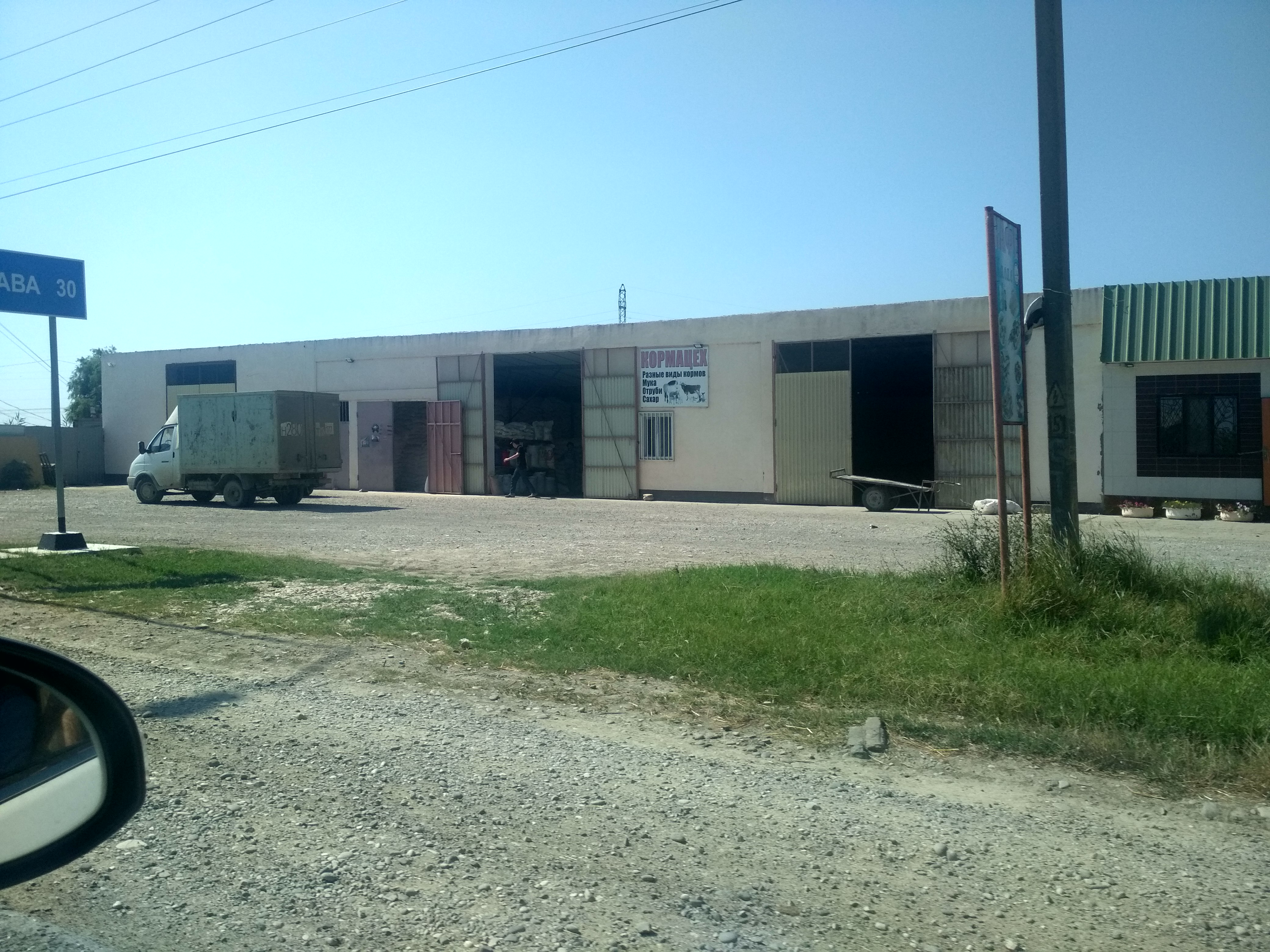
Périphérie Babayurt

## Histoire
Le village a été fondé en 1821. Ce village koumyk abritait à la fin du XIXe siècle un certain nombre de représentants d'autres populations comme des Nogaïs, des Russes et des Allemands.

## Population
Selon le recensement de 2002, la population - presque exclusivement sunnite - se répartit ainsi :
- Koumyks — 8,086 (62,5 %)
- Avars — 1,930 (14,9 %)
- Nogaïs — 1,594 (12,3 %)
- Tchétchènes — 557 (4,3 %)
- Darguines — 204 (1,6 %)
- Russes — 188 (1,5 %)
- Laks — 136 (1,1 %)
- Autres — 248 (1,8 %)[1].